# Élie Saurin
Pour les articles homonymes, voir Saurin.
Œuvres principales
* Réflexions sur les droits de la conscience, où l'on fait voir la différence entre les droits de la conscience éclairée et ceux de la conscience errante et on marque les justes bornes de la tolérance civile en matière de religion (1697)
Élie Saurin, né à Usseaux, dans les Vallées occitanes de Piémont, le 28 aout 1639 et mort à Amsterdam le 8 avril 1703 , est un théologien protestant français.

## Biographie
Élie Saurin naît à Usseaux, dans le Val Cluson.
Il est pasteur à Venterol de 1661 à 1662, puis à Embrun en 1664. Condamné à la prison et au bannissement pour ne pas s'être découvert devant le Saint Sacrement, il s'enfuit aux Pays-Bas. Il est nommé desservant de l'Église de Delft en 1665 et devient, en 1671, pasteur de l'église Wallonne d'Utrecht, puis d'Amsterdam.
L'évènement le plus saillant de sa vie est sa longue dispute avec Pierre Jurieu, querelle théologique à laquelle il consacre plusieurs ouvrages volumineux.
Élie Saurin est le frère du mathématicien Joseph Saurin.

## Ouvrages
- Apologie pour le sieur Saurin contre les accusations de M. Jurieu (1692)
- Examen de la théologie de M. Jurieu (2 volumes, 1694)
- Défense de la véritable doctrine de l'Église réformée sur le principe de la foy, contre le livre de M. Jurieu intitulé Défense de la doctrine universelle de l'Église (1697)
- Justification de la doctrine du sieur Élie Saurin contre deux libelles de M. Jurieu, l'un intitulé Idées des sentimens de M. Saurin sur les mystères de la Trinité et de l'Incarnation, et l'autre la Religion du latitudinaire (1697)
- Réflexions sur les droits de la conscience, où l'on fait voir la différence entre les droits de la conscience éclairée et ceux de la conscience errante et on marque les justes bornes de la tolérance civile en matière de religion (1697)
- Traité de l'amour de Dieu (2 volumes, 1700-1701)
- Traité de l'amour du prochain (1704)